# Fleur Maxwell
Fleur Maxwell (* 5. August 1988 in Düdelingen, Kanton Esch an der Alzette) ist eine ehemalige luxemburgische Eiskunstläuferin, die im Einzellauf startete.
Mit neun Jahren fing sie mit dem Eiskunstlaufen an. Ihr erstes großes Turnier hatte sie im Januar 2005 bei den Europameisterschaften, dort wurde sie 14. Bei der Weltmeisterschaft im selben Jahr erreichte sie Platz 29.
Als einzige Starterin ihres Landes vertrat sie Luxemburg bei den Olympischen Winterspielen 2006 in Turin.
Fleur Maxwell trainierte lange Zeit im Luxemburger Club zu Remich, wechselte jedoch zum hauptstädtischen Club CHL mit der Kunsteisbahn im Freizeitzentrum Kockelscheuer, da die Remicher Eishalle geschlossen wurde. Um sich auf die Olympischen Spiele vorzubereiten, trainierte sie überwiegend in Frankreich.
2006 beendete sie zunächst ihrer Karriere, feierte jedoch 2010 ein Come-Back.
2011 wurde ein Asteroid nach ihr benannt: (255019) Fleurmaxwell.

## Ergebnisse
| Meisterschaft/Jahr             | 2005 | 2006 | ... | 2010 | 2011 | 2012 | 2013 | 2014 | 2015 | 2016 |
| ------------------------------ | ---- | ---- | --- | ---- | ---- | ---- | ---- | ---- | ---- | ---- |
| Olympische Winterspiele        |      | 24.  |     | -    |      |      |      |      |      |      |
| Weltmeisterschaften            | 29.  | -    |     | 33.  | -    | 37.  |      |      |      |      |
| Europameisterschaften          | 14.  | 25.  |     | 24.  | 22.  | 25.  | 24.  | 33.  | 20.  | 18.  |
| Luxemburgische Meisterschaften | 1.   | -    |     | -    | -    | -    |      | 1.   | 1.   |      |